# Паркулина
Парку́лина — село у Путильській селищній громаді Вижницького району Чернівецької області України.

## Географія
Через присілок села тече струмок Поркулин, правий доплив Путилки, на якому розташований водоспад «Поркулин».

## Історія
Мешканці села — українці, котрі належать до етнографічної групи гуцулів.
З часу заснування село входило до складу древньоруської держави Київська Русь, згодом Галицько-Волинська держави. У часи середньовіччя у складі Молдовського князівства. З 1775 — у складі Австрійської монархії, частина імперського краю Буковина. 28 листопада 1918 року село та весь буковинський край було окуповано Румунією.
З 1940 року у складі України (УРСР). Вже 1941 року румуни, як союзники нацистської Німеччини, відновили свою окупаційну владу в селі, але знов-таки — лише до 1944.
У 1944 село, як і вся Північна Буковина, потрапило в склад УРСР.

## Населення

### Мова
Розподіл населення за рідною мовою за даними перепису 2001 року:
| Мова       | Кількість | Відсоток |
| ---------- | --------- | -------- |
| українська | 713       | 99.58%   |
| російська  | 3         | 0.42%    |
| Усього     | 716       | 100%     |

## Галерея

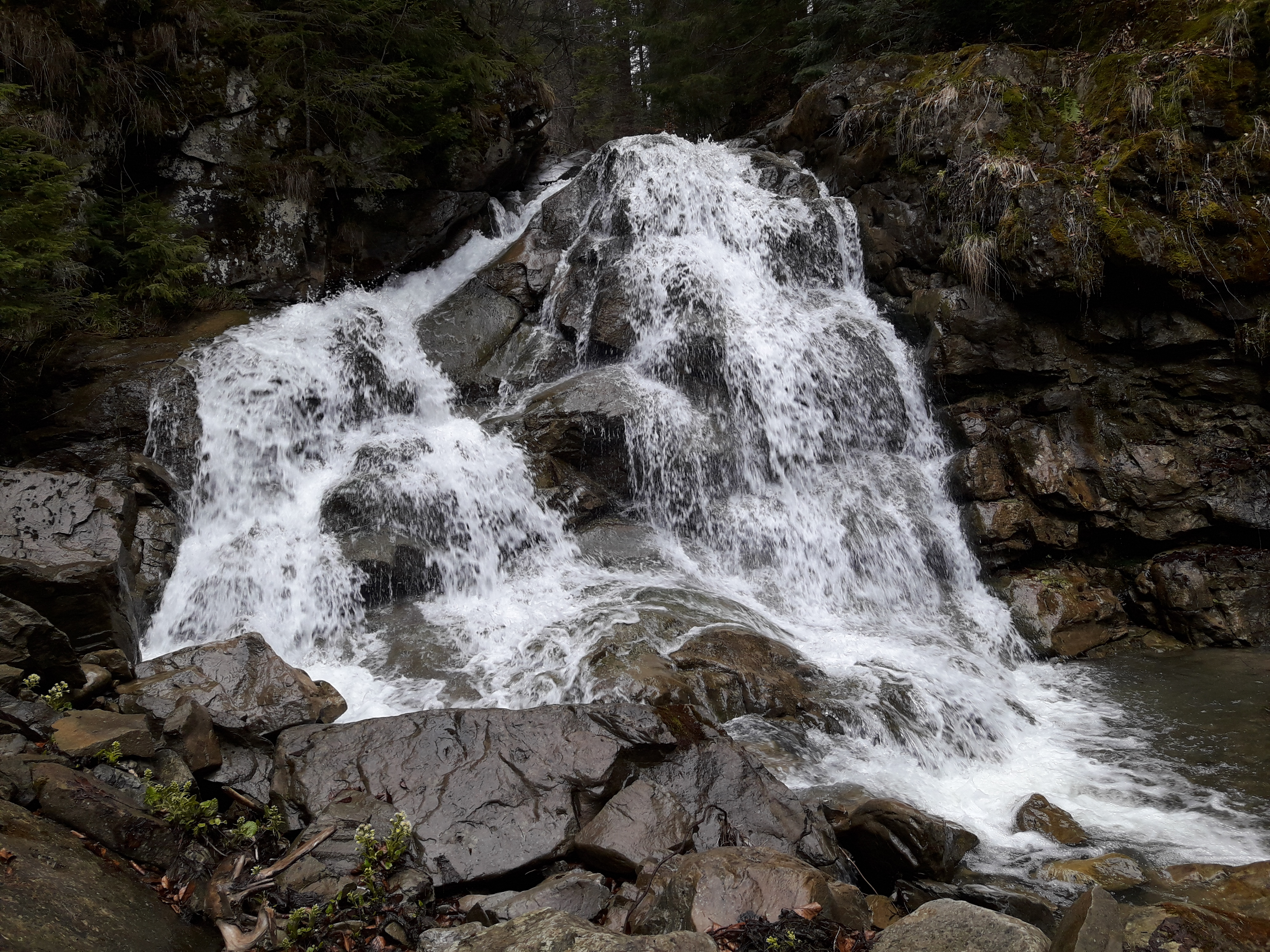